# اسلاوکو پاولتیچ
اسلاوکو پاولتیچ (کرواتی: Slavko Pavletić؛ ۱۹۱۷–۱۹۴۵) بازیکن فوتبال اهل کرواسی بود.
از باشگاه‌هایی که در آن بازی کرده‌است می‌توان به باشگاه فوتبال کنکوردیا اشاره کرد.
وی همچنین در تیم ملی فوتبال کرواسی بازی کرده‌است.